# Kantaliszki
Kantaliszki (lit. Kantališkiai) – wieś na Litwie, na Suwalszczyźnie, w rejonie mariampolskim w okręgu mariampolskim. Przy wsi przebiega trasa europejska E67.
Za Królestwa Polskiego przynależała administracyjnie do gminy Kwieciszki w powiecie mariampolskim.